# Seraing

Seraings vapen

Seraings läge inom provinsen Liège

Seraing är en kommun i provinsen Liège i regionen Vallonien i Belgien. Seraing hade 61 657 invånare per 1 januari 2008.